# Karvstock
Karvstock (från karva, skära, och stock) är en svensk benämning på ett matematiskt verktyg i äldre tid. En karvstock kunde vara ett stycke trä, vanligen i form av en fyrkantig stav eller pinne, avsedd att gör skåror eller hack för att hålla räkning på någonting. I England användes tallystavar under flera århundraden, som fungerade på ett liknande sätt som de svenska karvstockarna.
Karvstocken användes som ett kvitto på mottagna varor, betalningar eller tjänster, när skårorna var utförda, klövs karvstocken och parterna erhöll var sin halva. Skåror kunde inte raderas eller läggas till utan att de var sammanfogade. Senare karsvtockar var utförda i två halvor för att passa till varandra. Det finns exempel på konstnärligt utförda karvstockar som var utförda i två halvor för att passa in i varandra.
I Sverige har olika karvstockar varit i bruk i olika landsändar och för olika ändamål. I Dalarna var det vid kontroll av de olika byamännens användande av sågen eller kvarnen. Byggande och underhåll av gärdesgårdar samt arbetet vid byggande av byns kyrkbåtar, respektive dagsverken markerade man på karvstockar. I Skåne använde även byamännen karvstocken för att hålla reda på böter eller plikter och kallades där knävlingar. Vid handel med ved i Stockholms hamn kom karvstockar till användning så sent som 1910.
Namnet på den äldre franska allmogeskatten (la taille, eg. skåra), där skatten markeras vid dess upptagande. De mest bekanta delade karvstockar är de som brukades in på 1800-talet, och sannolikt alltsedan den anglosaxiska tiden, användes av den engelska riksskattkammaren, the Exchequer. Karvstocken var här dels förkontroll av sheriffernas inbetalningar, då den halva, som sheriffen fick, gällde som kvitto, dels som skuldförbindelser vid kronans upptagande av lån. Den karv-stockshalva, som långivaren erhöll och han å sin sida kunde avyttra, kallades stock (ordet har senare fått betydelsen för statspapper, fonder). Nordiska museet har olika karvstockar i sina samlingar.